# Sugiyamasaurus
Sugiyamasaurus (“lagarto de Sugiyama”) es el nombre informal dado a un género de un  dinosaurio saurópodo que vivió a inicios del período Cretácico Inferior en Japón. Es conocido a partir de tres dientes espatulados pertenecientes a un titanosauriforme, posiblemente Fukuititan. El nombre fue usado por primera vez por David Lambert en 1990 en el Dinosaur Data Book, y también aparece en el Ultimate Dinosaur Book del mismo autor así como en muchas otras listas de dinosaurios. Sin una descripción oficial, Sugiyamasaurus es considerado un género inválido. Los restos se encontraron cerca de la ciudad de Katsuyama y fueron inicialmente referidos a un Camarasauridae, pero podrían pertenecer a Fukutitan debido a que fueron desentrerrados en la misma cantera que el material de Fukuititan.